# 埃爾克哈特鎮區 (密蘇里州貝茨縣)
埃爾克哈特鎮區（英語：Elkhart Township）是位於美國密蘇里州貝茨縣的一個行政鎮區。

## 地方資料
埃爾克哈特鎮區的面積為92.05平方千米，當中陸地面積為91.83平方千米，而水域面積為0.22平方千米。根據2020年美國人口普查的數據，當地共有人口307人，而人口密度為每平方千米3.34人。